# Бересфорд (Південна Дакота)
Бересфорд (англ. Beresford) — місто (англ. city) в США, в округах Юніон і Лінкольн штату Південна Дакота. Населення — 2180 осіб (2020).

## Географія
Бересфорд розташований за координатами 43°4′47″ пн. ш. 96°46′49″ зх. д. / 43.07972° пн. ш. 96.78028° зх. д. (43.079646, -96.780223).  За даними Бюро перепису населення США в 2010 році місто мало площу 4,62 км², уся площа — суходіл.

## Демографія
Згідно з переписом 2010 року, у місті мешкало 2005 осіб у 861 домогосподарстві у складі 561 родини. Густота населення становила 434 особи/км².  Було 959 помешкань (208/км²).
Расовий склад населення:
| - 98,5 % — білих - 0,2 % — чорних або афроамериканців - 0,2 % — азіатів - 0,1 % — корінних американців |

До двох чи більше рас належало 0,8 %. Частка іспаномовних становила 1,1 % від усіх жителів.
За віковим діапазоном населення розподілялося таким чином: 25,4 % — особи молодші 18 років, 55,5 % — особи у віці 18—64 років, 19,1 % — особи у віці 65 років та старші. Медіана віку мешканця становила 38,5 року. На 100 осіб жіночої статі у місті припадало 97,7 чоловіків;  на 100 жінок у віці від 18 років та старших — 94,3 чоловіків також старших 18 років.
Середній дохід на одне домашнє господарство  становив 65 190 доларів США (медіана — 51 667), а середній дохід на одну сім'ю — 84 778 доларів (медіана — 75 625). За межею бідності перебувало 3,7 % осіб, у тому числі 1,1 % дітей у віці до 18 років та 13,4 % осіб у віці 65 років та старших.
Цивільне працевлаштоване населення становило 1152 особи. Основні галузі зайнятості: освіта, охорона здоров'я та соціальна допомога — 29,9 %, виробництво — 13,2 %, роздрібна торгівля — 10,9 %.